# Rockestra
Rockestra è un supergruppo rock improvvisato il 3 ottobre 1978 nello studio 2 di Abbey Road, a Londra.

## Storia
Il 3 ottobre 1978 l'ex bassista dei Beatles Paul McCartney stava lavorando ad un album degli Wings, la band di cui era leader, Back to the Egg, quando decise di contattare alcuni colleghi-amici per incidere due brani: Rockestra Theme e So Glad to See You Here.
La Rockestra è apparsa in pubblico una sola volta, il 29 dicembre 1979, durante la serata di chiusura dell'evento di beneficenza The Concerts For The People Of Kampuchea all'Hammersmith Odeon di Londra, dove eccezionalmente hanno suonato anche le cover di Let It Be dei Beatles e Lucille di Little Richard.

## Formazione
- Pete Townshend (Who), David Gilmour (Pink Floyd), Hank Marvin (Shadows), Laurence Juber (Wings) e Denny Laine (Wings) alle chitarre[1];
- Paul McCartney (Wings) al pianoforte (in Rockestra Theme) e come voce principale;
- Gary Brooker (Procol Harum) alla tastiera;
- Paul McCartney (Wings) (in So Glad to See You Here), John Paul Jones (Led Zeppelin), Ronnie Lane (Faces) e Bruce Thomas (Attractions) al basso;
- John Bonham (Led Zeppelin), Steve Holly (Wings) e Kenney Jones (Who) alla batteria;
- Ray Cooper alle percussioni;
- David Gilmour (Pink Floyd) al basso.[2]

## Assenti
- Keith Moon aveva accettato l'invito, ma morì un mese prima dell'incisione;
- Eric Clapton era a New York con l'influenza e non poté recarsi a Londra;
- Jeff Beck disse che una cosa del genere non gli interessava.